# Ascari

Battaglione di àscari eritrei

L'àscari (in arabo عسكري‎?, ʿaskarī, "soldato") era un militare eritreo dell'Africa Orientale Italiana, inquadrato come componente regolare nei Regi Corpi Truppe Coloniali, le forze coloniali italiane in Africa.
Fu quindi utilizzato anche per indicare i militari reclutati nelle altre colonie africane italiane, tra i somali, gli etiopi e i berberi.

## Storia
Il corpo militare trae origine da un folto gruppo di mercenari, l'Armata Hassan più nota col nome turco di Basci Buzuk ("teste matte"). Questa banda armata era stata fondata in Eritrea da Sangiak Hassan, un avventuriero albanese che intendeva mettersi al servizio dei signorotti locali.

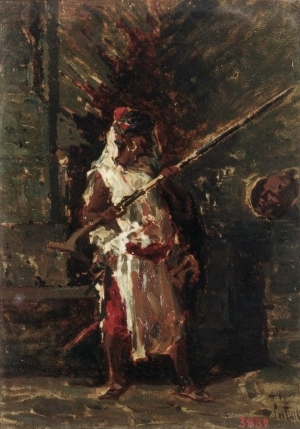
Askari, Mariano Fortuny, 1860

Nel 1885 il colonnello Tancredi Saletta, capo del primo Corpo di spedizione italiana in Africa Orientale, comprò i Basci Buzuk, armi, mogli e figli compresi. Il 30 aprile 1885 venne dato incarico all'albanese Osman, comandante dei basci-buzuk, di reclutare 100 irregolari per il servizio con il Corpo Speciale per l'Africa.
Vennero poi inquadrati come regolari nel 1887 dal generale Antonio Baldissera, alle dipendenze del ministero delle colonie. Gli indigeni componevano la sola bassa forza, i quadri erano italiani. Nel 1889, con la costituzione dei primi 4 battaglioni eritrei, i basci-buzuk furono ribattezzati con l'appellativo di "ascari".
Gli ascari erano reclutati all'origine in Eritrea e Arabia del sud. Poi vennero reclutati in tutte le colonie africane italiane, tra i somali, gli etiopi e i berberi. Per essere arruolati bisognava superare una prova di marcia di circa 60 km. La loro disciplina era molto rigida, specie se impartita dai propri graduati detti Sciumbasci i quali largheggiavano nell'uso del "curbasc", uno scudiscio in pelle d'ippopotamo usato per le punizioni corporali. Pur essendo truppe regolari, per tradizione potevano portare le loro famiglie al seguito, che convivevano con le truppe negli accampamenti.
Erano organizzati "battaglioni indigeni", inizialmente su quattro compagnie; ogni compagnia era divisa in due mezze-compagnie (ognuna agli ordini di uno sciumbasci; la mezza compagnia poteva avere da uno a quattro buluc (agli ordini di un bulucbasci). Quando venne ufficialmente costituita, nel 1908, la colonia della Somalia italiana con il proprio RCTC, per distinguere i "battaglioni indigeni" dei due corpi, essi assumevano rispettivamente la denominazione di "Battaglione indigeni eritrei" (o "Battaglione eritreo") e di "Battaglione arabo-somalo". Quando infine, dopo la conquista dell'Etiopia, venne proclamato l'Impero, tutti i battaglioni assunsero la denominazione di "Battaglione coloniale". In Libia a partire dal 1937, anno dell'annessione della colonia al territorio metropolitano italiano e della relativa estensione della cittadinanza a tutti i libici, la denominazione usata per i reparti di fanteria diventò "Battaglione fanteria libico".
Dapprima fanteria leggera, dal 1922 ebbero unità con autoblindo e reparti cammellati, i meharisti. Anche in Libia furono costituiti reparti di ascari che però, durante la repressione della rivolta senussita (1923-1931), furono sciolti a causa dei frequenti episodi di ribellione.
Il soldo degli ascari all'epoca della Battaglia di Adua (1896) era pari ad una lira e mezza al giorno. L'Eritrea fornì il più elevato numero di ascari, che finirono col diventare il maggiore "prodotto" della colonia: nel 1935 era impegnato militarmente il 40% della popolazione maschile maggiorenne.
Il 1º luglio 2004, sotto l'alto patronato del Ministro degli Affari Esteri Franco Frattini e del Ministero degli Affari Esteri dello Stato dell'Eritrea Alì Said Abdalla, l'Ambasciatore d'Italia Emanuele Pignatelli e l'onorevole Luigi Ramponi, presidente del "Centro Studi Difesa e Sicurezza", hanno inaugurato alla Casa degli Italiani di Asmara una mostra dedicata agli Ascari eritrei.

## Battaglie

Ex-àscaro eritreo saluta l'ingresso delle truppe italiane in Adua nel 1935. Si notano il moncherino della mano destra e la protesi del piede sinistro.

Protagonisti di quasi tutte le battaglie legate alla conquista dell'Eritrea ed in particolare della battaglia di Coatit, gli ascari parteciparono a tutti gli scontri della guerra di Abissinia; il Quarto battaglione, comandato dal maggiore Pietro Toselli, fu interamente annientato all'Amba Alagi; truppe ascari furono poi largamente impiegate nell'assedio di Macallè e quindi nella battaglia di Adua. Ad Adua gli ascari erano in tutto poco più di 4.000 e ne morirono un migliaio, mentre altri mille furono feriti e 800 fatti prigionieri. Di questi, solo gli ascari di provenienza tigrina vennero mutilati della mano destra e del piede sinistro. A volere questa punizione, secondo alcuni, fu la "sanguinaria" imperatrice Taitù, secondo altri l'abuna Matteos X, che impose l'applicazione della legge del Fetha Nagast. Vennero invece risparmiati gli ascari sudanesi, somali, dancali e musulmani della costa: gli abissini considerarono i tigrini disertori e li punirono. Ai 406 mutilati che tornarono in Eritrea vennero conferite 1 000 lire come pensione vitalizia.
A partire dal 1932 furono impiegati in Libia per mantenere l'ordine nella nuova colonia. Furono nel 1935 protagonisti della guerra in Etiopia dove furono impegnati 60.000 ascari eritrei (anche con due divisioni la 1ª Divisione eritrea e la 2ª Divisione eritrea) e dal 1940 contro i britannici.
Ascari in genere era riferito solo alle truppe di fanteria, ma fu una definizione estesa, soprattutto dai giornalisti, anche agli spahis, truppe coloniali di cavalleria.
Il loro comportamento nell'assedio dell'Amba Alagi del 1941 merita di essere ricordato. Quando infatti il Duca d'Aosta, Viceré d'Etiopia, autorizzò la loro smobilitazione e il loro ritorno a casa per evitare una dura detenzione da parte britannica e la minaccia britannica di rappresaglia contro le loro famiglie, vista l'imminenza del totale esaurimento delle munizioni, quasi tutti gli ascari - salvo sporadici casi - preferirono rimanere accanto ai loro ufficiali, combattendo strenuamente fino alla inevitabile resa finale.
Presero parte alla guerriglia italiana in Africa Orientale che fu attuata contro le truppe britanniche da circa 7000 militari italiani ed ascari che rifiutarono la resa dopo la caduta di Gondar nel novembre 1941. Questa durò fino all'inizio dell'autunno del 1943.
Nel 1940 nel Regio Esercito erano presenti 256.000 ascari nell'Africa Orientale Italiana, di questi 182.000 erano stati reclutati nell'Africa Orientale Italiana e 74.000 in Libia.
In generale nei combattimenti della seconda guerra mondiale gli ascari eritrei erano poco propensi ad arrendersi anche quando isolati e messi alle strette, combattendo con coraggio e determinazione spesso fino all'esaurimento delle munizioni.

## Uniformi
L'uniforme degli ascari eritrei, dalla fondazione agli anni venti, era composta dal tarbush in feltro con fiocco e fregio a seconda della specialità e ripetizione dei gradi; da un camicione bianco lungo fino al ginocchio; da un giubbetto a mezzavita in tela; pantaloni ("senafilò") stretti, al ginocchio; gambali in tela grezza chiusi lateralmente da 9 bottoncini; fascia distintiva ("etagà") di lana colorata, lunga 2,5 metri e larga 40 cm. Il colore della fascia, ripreso anche sul fiocco del tarbusc, identificava i reparti: era rossa nel I Battaglione, azzurra nel II, cremisi nel III, nera nel IV, scozzese per il V, verde per il VI, bianco per il VII e giallo per l'VIII Battaglione. Con l'aumento dei reparti aumentarono le combinazioni di colori, a strisce verticali, orizzontali e, per gli squadroni cavalleria indigeni, scozzesi; per questi ultimi la fascia decorava anche il tarbusc, insieme ad una penna di falco. Gli stessi colori erano ripresi sulla filettatura delle controspalline degli ufficiali nazionali che guidavano i reparti.
Dagli anni venti l'uniforme subì un'evoluzione simile a quella coloniale di nazionali, in tela bianca o cachi, fermo restando il sistema delle fasce distintive. Le fasce mollettiere o i gambali erano spesso indossati sui piedi nudi: infatti, nel rispetto della tradizione, le calzature erano facoltative. Quando presenti potevano essere costituite sia da sandali che da scarponi o stivali d'ordinanza.
Mentre per gli ascari dell'Africa Orientale (Eritrea, Somalia ed AOI) il copricapo d'ordinanza era il tarbusc o, per i battaglioni musulmani (invece che copti), il turbante con una fascetta del colore di battaglione, gli ascari libici indossavano il fez (o meglio "tachia") di feltro rosso granata con fiocco azzurro e "sotto-tachia" bianca.
I gradi ed i distintivi erano portati su un triangolo di panno nero sulla spalla e sul tarbusc (tarbush). Solo il personale nazionale indossava le stellette, in quanto segno distintivo della condizione militare del cittadino italiano. Dal 1939, poiché la colonia libica era diventata a tutti gli effetti territorio nazionale (come provincia di Tripoli e di Bengasi) gli ascari libici si fregiarono anch'essi delle stellette.

## Equipaggiamento
Da regolamento giberne e bandoliere erano del tipo regolamentare del Regio Esercito, in cuoio naturale. L'armamento individuale per la truppa era costituito dai fucili e moschetti con relative baionette dei modelli Vetterli Mod. 1870 e Vetterli-Vitali Mod. 1870/87, mai del tutto sostituiti dai Carcano Mod. 91. Gli sciumbasci, equiparati ai sottufficiali, erano armati anche di revolver Chamelot-Delvigne Mod. 1874 o Bodeo Mod. 1889 (oltre che del detto "curbasc"). Gli squadroni di cavalleria erano armati anche di sciabola da cavalleria Mod. 71 e di lancia da cavalleria Mod. 1860 con l'asta in frassino sostituita dal bambù. Alle armi bianche d'ordinanza si affiancavano pugnali e spade tradizionali, come i billao e gli shotel.

## Specialità, armi e servizi
La denominazione ascari era estesa a tutto il personale coloniale non solo del Regio Esercito, ma anche della Regia Marina, della Regia Guardia di Finanza, della Regia Aeronautica, della Polizia dell'Africa Italiana e della Milizia Forestale.
Regio Esercito
- Fanteria coloniale

Costituiva la grande maggioranza delle forze coloniali dei Battaglioni indigeni. I battaglioni si distinguevano per le combinazioni di colori ed il motivo, a strisce verticali o orizzontali, della fascia distintiva e per il colore del fiocco del tarbusc.
- Cavalleria coloniale: le "Penne di falco"

In Africa Orientale gli ascari formarono il 1º e 2º Squadrone cavalleria eritrea prima ed i Gruppi squadroni cavalleria indigeni poi. Le fasce distintive erano colorate con motivo a strisce alternate di colore unito - diverse per ciascun Gruppo Squadroni - e scozzese, riportato anche intorno al tarbusc o al turbante, e per la penna di falco sul tarbush stesso, da cui il soprannome. Il fregio era quello metallico dei lancieri. In Libia la cavalleria regolare non era formata da ascari ma dai savari.
- Artiglieria coloniale

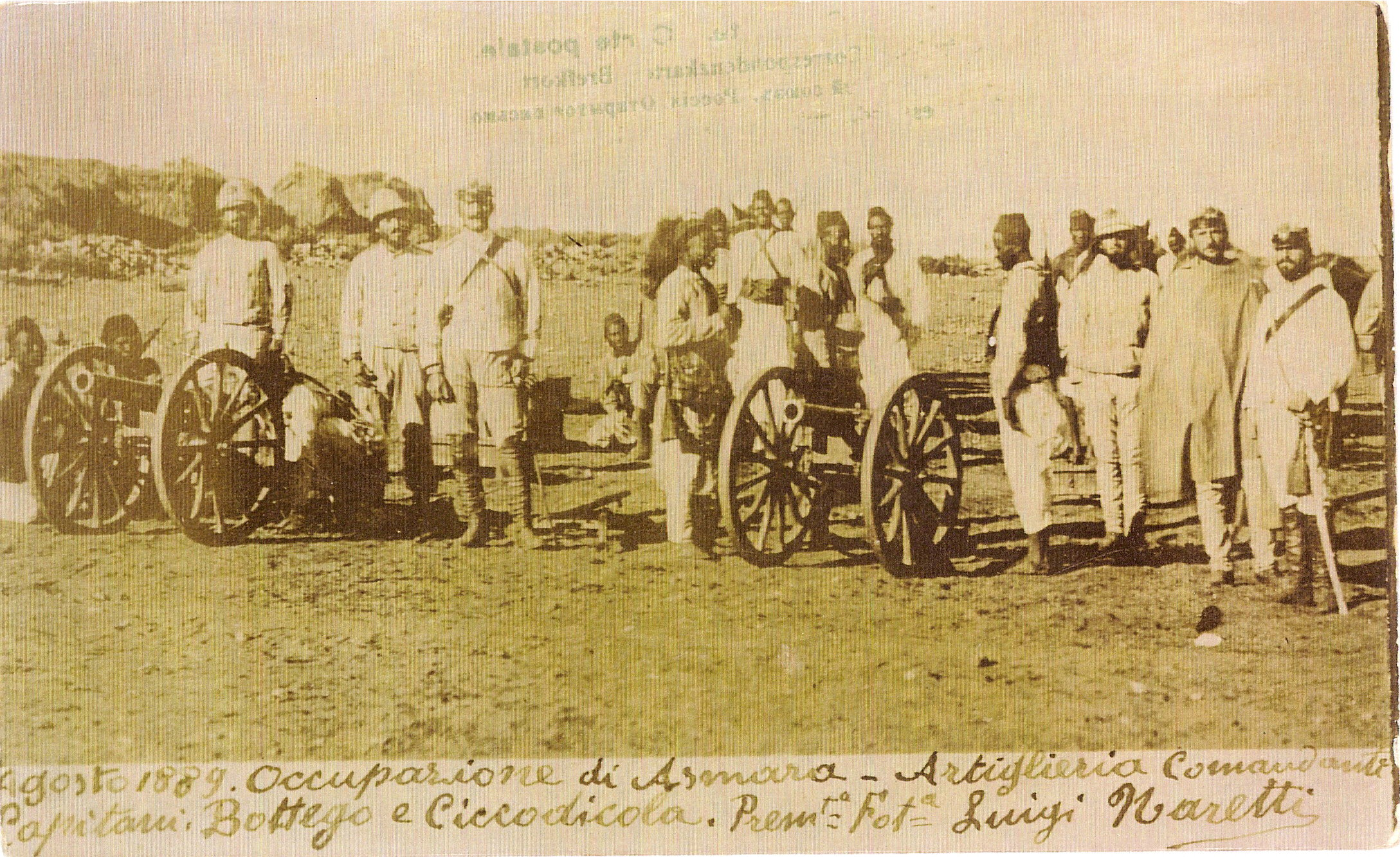
Batteria coloniale durante l'occupazione di Asmara

Le prime Batterie artiglieria da montagna furono create nel 1890 ed armate con il 7 BR Ret. Mont. e poi con il 70/15. Avevano la fascia gialla, il fiocco del tarbusc giallo ed il fregio dell'artiglieria da montagna.
Dopo il 1913 l'artiglieria coloniale di Africa orientale e settentrionale fu riorganizzata in:
- gruppi someggiati o cammellati: armate con pezzi da cannoni da montagna 65/17 e 75/13; avevano la fascia gialla, fiocco giallo ed il fregio dell'artiglieria da montagna[5].
- compagnie cannonieri e compagnie da posizione: armate di cannoni campali, pesanti e obici; avevano la fascia gialla, fiocco giallo ed il fregio dell'artiglieria da campagna[5].
- Genio coloniale

Il personale indigeno delle Compagnie miste genio coloniale, costituite fin dal 1892. 
I reparti della Colonia Eritrea e della Somalia avevano la fascia cremisi, il fiocco nero ed il fregio costituito da due asce incrociate sormontate da una granata con fiamma dritta. 
I reparti libici avevano la fascia a righe verticali cremisi e nere ed il fregio della tachia formato da due asce e granata con fiamma piegata al vento e tondino verde. 
Dal 1939 venne introdotto un fregio unico con asce, granata con fiamma piegata e cornetta.
- Corpo automobilistico coloniale

Dal 1933 vennero costituiti Autoreparti misti. Gli ascari dei reparti automobilistici avevano la fascia marrone chiarissimo (caffè-e-latte) e fiocco dello stesso colore. Il fregio era una cornetta con croce dei Savoia e con cordoni annodati in nodo d'amore, sormontata da una ruota alata.
- Treno d'artiglieria coloniale

Gli ascari del treno d'artiglieria si distinguevano per la fascia gialla ed il fiocco giallo e rosso.
- Sussistenza

Gli ascari della sussistenza avevano fascia gialla e fiocco nero.
- Sanità coloniale

Gli ascari servirono nelle sezioni sanità dalla Guerra d'Eritrea fino alla seconda guerra mondiale, anche nelle divisioni nazionali operanti nelle colonie. Si distinguevano per il bracciale sanitario internazionale e per il fregio del corpo sanitario formato da una stella coronata con crocetta rossa al centro. La fascia distintiva ed il fiocco erano bianchi.
Regia Marina

Ascari di marina

Il personale indigeno veniva utilizzato sulle navi da guerra italiane fin dai primi anni delle colonie in Corno d'Africa in quanto la navigazione nel Mar Rosso richiedeva piloti di porto, interpreti e manovalanza. Per contrastare la minaccia della pirateria e della Marina ottomana, nel 1902 la Regia Marina approntò alcuni sambuchi armati, i cui equipaggi erano formati da ascari di marina. L'arruolamento era volontario tra gli eritrei, somali e poi tra i libici di età compresa tra 16 e 30 anni. Oltre che negli equipaggi marittimi della Flotta del Mar Rosso, gli ascari prestavano servizio anche nel Corpo delle Capitanerie di Porto.
L'uniforme degli ascari di marina era costituita da solino, fazzoletto e cordoncino sul camisaccio prescritto per i marinai nazionali, nei colori regolamentari blu e bianco ed in coloniale cachi, con la fascia distintiva blu. I gradi erano sottopannati in blu, con il triangolo di panno portato sul braccio con il vertice verso il basso anziché verso l'alto, come negli ascari di terra. I soliti tarbush e tachia in feltro rosso avevano i fiocchi blu. Su di essi era fissato il nastro di seta nero con ricamata la scritta "Regia Marina" o il nome della Regia Nave; per gli ascari delle capitanerie in Africa Orientale la scritta era "R. Capitanerie di Porto", mentre in Africa Occidentale il nastro sulla tachia portava la dicitura "R. Cap. di Porto" o "Marinaio di Porto". In Somalia gli indigeni militarizzati del servizio fari vestivano le dette uniformi con fascia distintiva a righe verticali bianche e blu, con tarbusc guarnito con fiocco bianco e blu e nastro con la dizione "Servizio Fari".
Come gli ascari di terra, quelli di marina non portavano le stellette sugli angoli del solino. Solo dal 1939 queste furono concesse agli ascari di marina della Libia.
Regia Aeronautica
Fin dalla data della sua costituzione, nel 1923, la Regia Aeronautica arruolò ascari per i servizi di terra. Si distinguevano per il fregio dell'aeronautica sul tarbusc o sulla tachia e per la fascia distintivo azzurra. Dal 1939 i libici ebbero anche le stellette.
Carabinieri Reali
I Carabinieri Reali, prima arma del Regio Esercito, furono i primi ad arruolare regolari indigeni, chiamati zaptié. Il termine derivava dal turco zaptiye (polizia), che designava la polizia a cavallo ottomana reclutata nell'isola di Cipro. Arruolati per la prima volta nel 1888 in Eritrea, vennero reclutati anche in tutte le altre colonie.
Regia Guardia di Finanza
Il primo contingente della Regia Guardia di Finanza arrivò a Massaua nel 1886, quattro anni dopo l'acquisto della baia di Assab da parte del governo italiano, per organizzare i servizi doganali avvalendosi della collaborazione di ascari e civili eritrei. Nel dicembre 1886 venne costituito il primo nucleo di 35 basci-buzuk al comando di un jusbasci con compiti di polizia doganale. Nel 1888 i basci-buzuk furono sostituiti da ascari regolari. Nel 1891 la Guardia di Finanza in Eritrea allineava un bimbasci, 5 bulucbasci e 52 ascari, sia nel servizio di terra che nel servizio navale, che andarono a costituire nel 1932 il Corpo delle Guardie Indigene di Dogana. Anche nei porti libici la Finanza arruolò ascari che rimasero in servizio fino alla fine della seconda guerra mondiale.
I distintivi degli ascari finanzieri dell'Africa Orientale, sulle uniformi coloniali bianca o cachi, erano: la fascia distintiva verde con i bordi gialli, il fregio metallico della GdF sul tarbusc, il fiocco giallo e verde, le controspalline verdi filettate di giallo e le fiamme gialle (senza stellette) sul colletto. I finanzieri cammellati sul turbante portavano una fascia verde bordata di giallo.
I distintivi degli ascari finanzieri dell'Africa Settentrionale erano la fascia distintivo a righe verticali gialle e verdi, il colletto verde con fiamme gialle (con stellette dal 1939), controspalline cachi filettate di giallo, fregio della RGdF e fiocco nero sulla tachia.
Gli ascari del naviglio della RGdF avevano il solino del camisaccio blu o bianco bordato da due righe gialle e nastro di seta nero con ricamato "R. Guardia di Finanza" sul tarbusc o la tachia.
Commissariati di Pubblica Sicurezza
Fin dal 1904, i Commissariati di Pubblica Sicurezza delle colonie arruolarono Guardie indigene e "Gogle" somali. Queste forze furono poi sostituite, nel 1937, dalla Polizia dell'Africa Italiana. I distintivi erano il fiocco del tarbusc tricolore (verde, bianco e rosso) o il supporto del fregio sul turbante anch'esso tricolore, oltre alla fascia distintivo rossa. Il fregio sul copricapo era costituito dalla lettera iniziale coronata della città del commissariato.
Guardie Carcerarie Somale
Le Guardie Carcerarie Somale, costituite nel 1922, ebbero la fascia distintivo nera con fiocco bianco; poi dal 1929 fascia e fiocco rosso.
Milizia Forestale Indigena
Nel 1936 la Milizia Forestale fu riordinata su nove legioni nazionali e due coloniali: la 10ª Legione di Tripoli e la 11ª Legione ad Addis Abeba. La truppa di quest'ultima, organizzata su cinque nuclei autonomi, era composta da ascari. L'uniforme era caratterizzata dal fregio della milizia sul tarbusc e da fiocco e fascia verdi.
Polizia dell'Africa Italiana

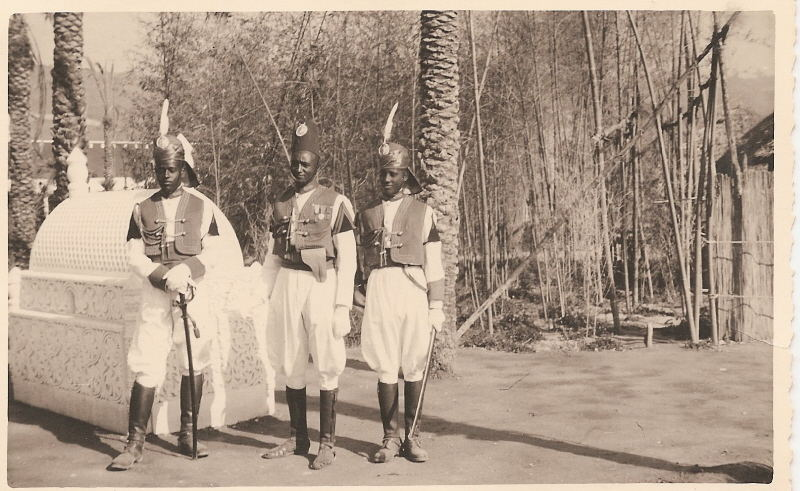
Ascari di Polizia dell'AOI. Al bulucbasci in mezzo a due "Lancieri Azzurri".

La Polizia dell'Africa Italiana fu costituita nel 1937 come forza di polizia coloniale per il nuovo Impero italiano, con un Ispettorato generale a Tripoli ed uno ad Addis Abeba. Il personale, sia in Libia che in Africa Orientale Italiana, era arruolato sia tra i nazionali che tra gli indigeni, che si batterono coraggiosamente durante la seconda guerra mondiale.
L'equipaggiamento era costituito dal moschetto Carcano Mod. 91, dalla pistola semiautomatica Beretta Mod. 34 e dal billao PAI. L'uniforme degli ascari di Polizia, estiva bianca ed invernale cachi, si distingueva per la fascia distintivo ed il fiocco di tachia e tarbusc blu Savoia; per il colletto dell'uniforme dello stesso colore, sul quale, in luogo dei fascetti littori del personale nazionale, gli ascari di Polizia portavano ricamati dei nodi savoia dorati; anche il triangolo di supporto ai gradi era blu Savoia e portava anche lo scudetto di specialità (Squadrone Vicereale, Bande di Polizia, Polizia Portuaria, Stradale, Corpo Musicale); sulla tachia libica e sul tarbusc dell'AOI portavano la coccarda tricolore con il fregio della PAI (aquila coronata con scudo savoia sul petto e nodo savoia tra gli artigli) e, per i reparti a cavallo, la penna di falco. Lo stesso fregio era riportato su panno azzurro sul turbante dei reparti somali cammellati.
L'uniforme dei "Lancieri Azzurri" dello Squadrone Vicereale era caratterizzata da tarbusc blu savoia con penna nera, fasciato da un turbante di seta blu anch'essa. Blu anche le manopole e la farmula.

## Trattamento economico
A partire dal 1950 il governo italiano ha concesso agli ascari una pensione pari a 100 euro l'anno (200 euro per gli invalidi), pensione che non è reversibile perché molti di essi hanno più di una moglie.
Ancora oggi i superstiti si recano nelle ambasciate italiane per ritirare il loro sussidio; nel 1993 risultavano ancora viventi in Eritrea circa 1100 ascari, nel 2006 ne erano rimasti circa 260. Un ascaro ha vissuto in Italia.

## Monumenti
All'Ascaro l'Italia ha dedicato una statua bronzea di primo piano del complesso monumentale di Siracusa dedicato ai caduti italiani d'Africa; un altro monumento dedicato agli Ascari è presente in Abruzzo ma non sono gli unici presenti sul territorio nazionale, tra pubblici e di corpi militari non sempre visibili o accessibili al pubblico.

### Galleria d'immagini

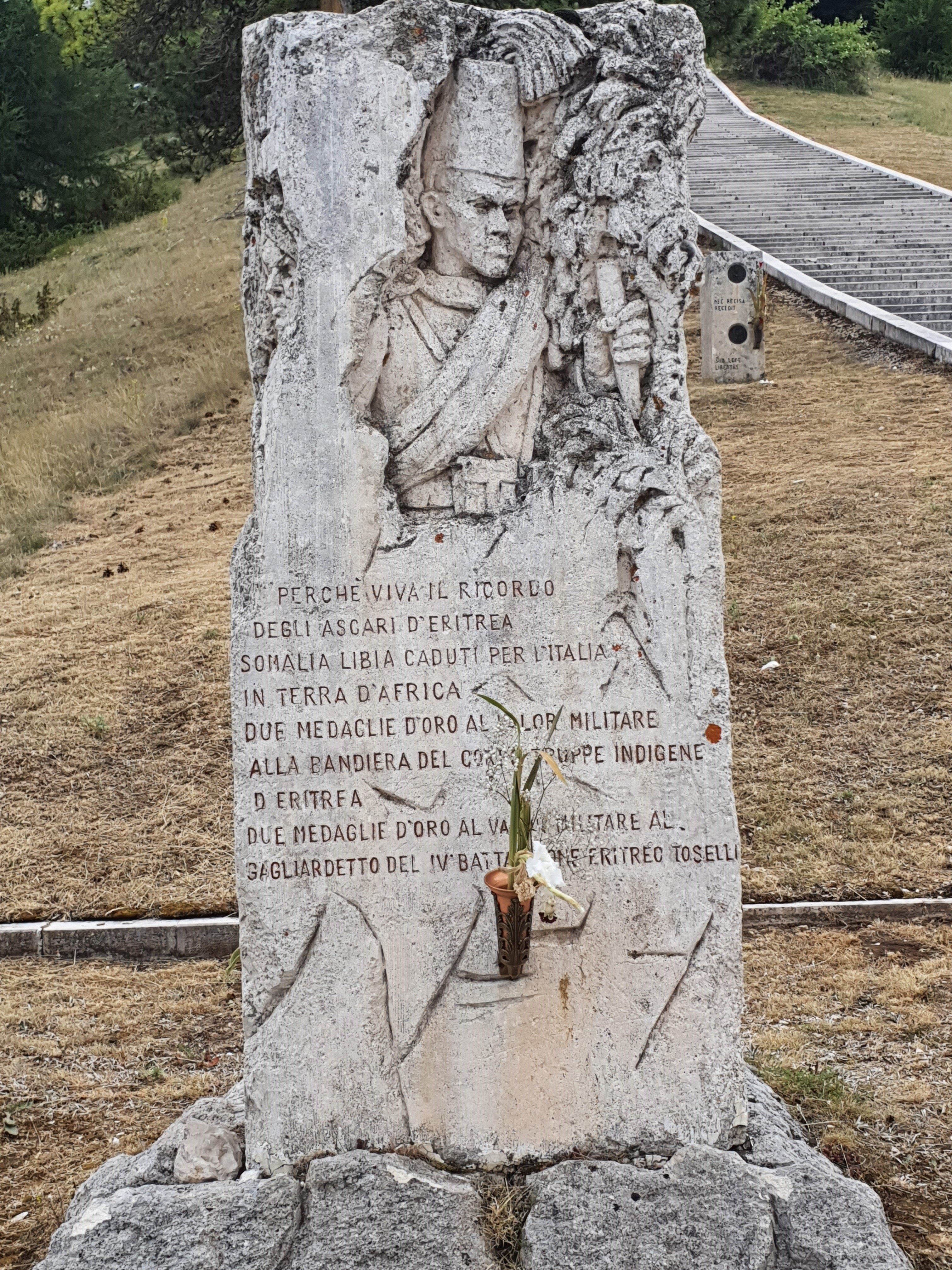
Memoriale agli ascari in Abruzzo
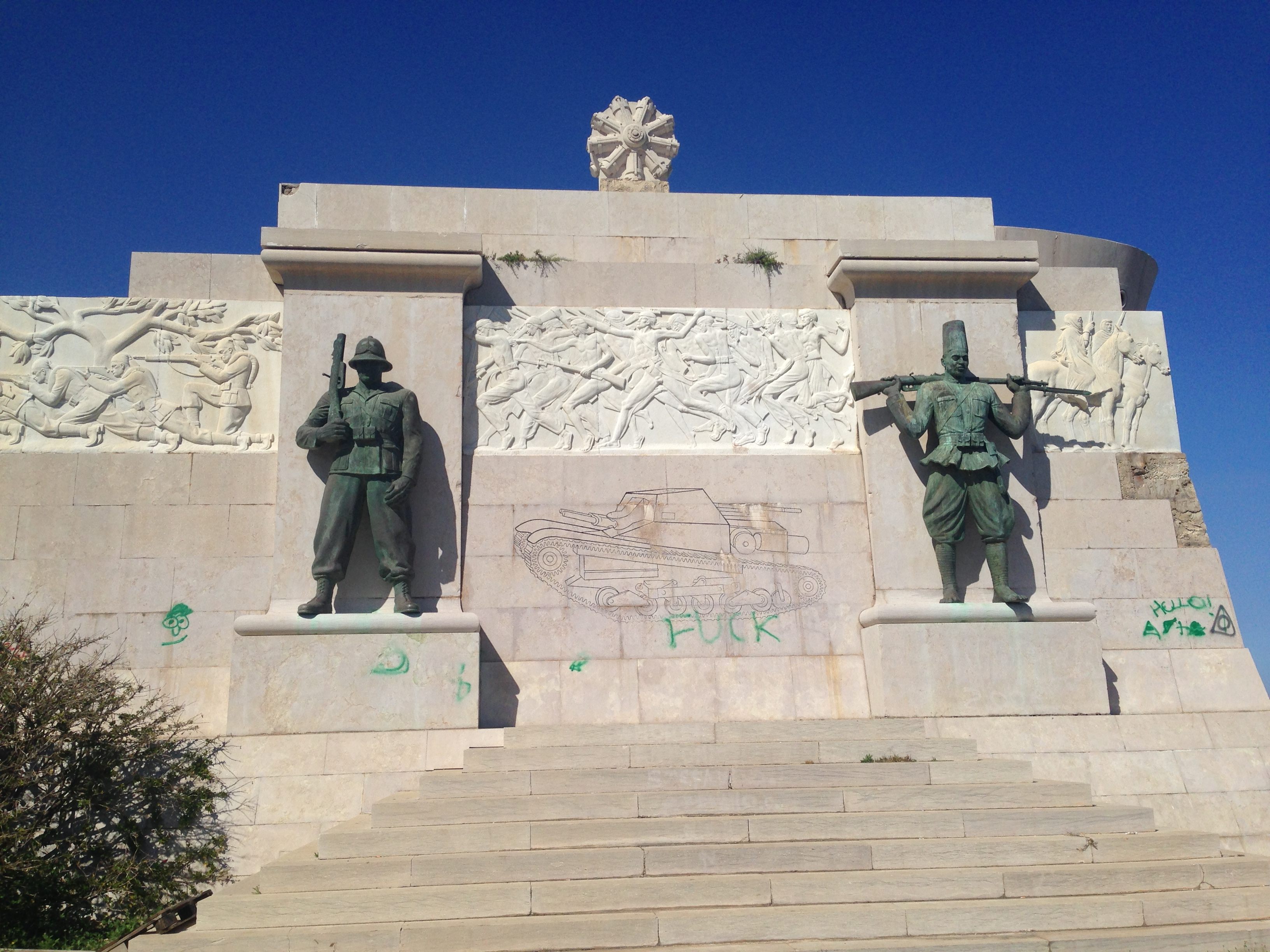
Monumento ai Caduti italiani d'Africa a Siracusa

## Egitto
Nell'Egitto ottomano la denominazione del grado era Askari (arabo: عسكري) e tale denominazione è rimasta in vigore anche all'epoca dell'Egitto dei Chedivè e durante il Protettorato britannico sull'Egitto. Dopo dopo l'indipendenza dell'Egitto del 1922 la denominazione del grado venne cambiata con Jundī (arabo: جندي), grado più basso della gerarchia militare egiziana.
| Sergenti e graduati             | Sergenti e graduati      | Sergenti e graduati            | Truppa                   |
| Sergente maggiore               | Sergente                 | Caporale                       | Soldato                  |
| in arabo باشجاويش‎? (Bashjawish) | in arabo شاويش‎? (Jawish) | in arabo أونباشي‎? ('Uwnmbashi) | in arabo عسكري‎? (Askari) |
| ------------------------------- | ------------------------ | ------------------------------ | ------------------------ |

## Neologismo
Col termine "àscari" vengono talora definiti i parlamentari che obbediscono acriticamente ad ogni direttiva del capogruppo o del partito di riferimento.